# Бахмутська міська територіальна громада
Ба́хму́тська міська територіальна громада — територіальна громада в Україні, на територіях Бахмутського району та Бахмутської міської ради Донецької області. Адміністративний центр — місто Бахмут.
Утворена 26 червня 2019 року шляхом приєднання Зайцівської, Іванівської, Клинівської, Опитненської та Покровської сільських рад Бахмутського району до Бахмутської міської ради обласного значення.
Відповідно до Закону України «Про внесення змін до Закону України „Про добровільне об'єднання територіальних громад“ щодо добровільного приєднання територіальних громад сіл, селищ до територіальних громад міст республіканського Автономної Республіки Крим, обласного значення» громади, утворені внаслідок приєднання суміжних громад до міст обласного значення, визнаються спроможними і не потребують проведення виборів.
Станом на вересень 2023 року більша частина громади окупована російськими військами.

## Населені пункти
До складу громади входять 19 населених пунктів: місто Бахмут, смт Красна Гора, 13 сіл: Андріївка, Берхівка, Вершина, Весела Долина, Відродження, Зайцеве, Іванград, Іванівське, Клинове, Кліщіївка, Мідна Руда, Нова Кам'янка, Покровське і 4 селища: Зеленопілля, Опитне, Хромове та Ягідне.